# Lorenzo Barbero
Lorenzo Barbero ( James Craik, Provincia de Córdoba, Argentina, 6 de septiembre de 1918 – Buenos Aires, ídem, 23 de junio de 2009, cuyo nombre completo era Isidro Lorenzo Barbero fue un violinista, director de orquesta y compositor dedicado al género del tango. Dirigió en un popular programa de radio de la década de 1950 su orquesta denominada La Orquesta de la Argentinidad y en sus espectáculos además de tangos ejecutaba obras de otros género originarios de Argentina. 

## Actividad profesional
Como era hijo de un violinista recibió de su padre las primeras lecciones de música. Tenía 12 años cuando su familia se radicó en la ciudad de Córdoba en la que además de cursar el colegio secundario estudió viola con el violinista de la orquesta sinfónica provincial Domingo Patruco, violín con Alberto Grandi y batuta con Teodoro Fuchs. Tuvo contacto tanto con la música clásica que escuchaba con su padre en los conciertos que realizaba aquella orquesta –Bach, Wagner, Mozart como con el tango de Agustín Bardi, Eduardo Arolas, Julio De Caro. Su gusto con este último se dio cuando Juan Carlos, un oblato benedictino, un laico que dedicaba su vida a la religión, llevó a Córdoba el canto gregoriano, con quien Barbero hablaba de música; y era muy porteño y tanguero y le enseñó a no avergonzarse de la música popular, a quererla mucho, y finalmente esto le impulsó a buscar crear un estilo de música, lírica auténticamente argentina. Comenzó a actuar al frente de su propia orquesta denominada Agrupación Copacabana formada por 20 músicos y acompañada por  bailarines con una escenografía bien criolla, a los 23 años, en el Teatro Capitol de Córdoba y después trabajó en la emisora de la misma ciudad LV2. Su orquesta era de  vuelo musical, pero muy popular; no se limitaba a la música porteña sino que tocaba obras de otros géneros originarios de Argentina y la acompañaba con bailarines con coreografías de relativa calidad.
Cuando poco tiempo después Radio Splendid de Buenos Aires creó su filial en Córdoba, fue contratado por su director Luis M. Moretti y obtuvo un importante éxito que trascendió a otras provincias. Brindó espectáculos que tituló alternativamente Teatros de Tango, Sinfonía Variable del Tango y Orquesta de Cuerdas del Tango, hizo giras por el país y llegó a actuar en Asunción, capital del Paraguay. Esto llevó a que Jaime Yankelevich lo contratara para actuar por Radio Belgrano donde con el padrinazgo artístico de Francisco Canaro debutó en mayo de 1948 al frente del conjunto que se denominó La Orquesta de la Argentinidad, integrada por 25 músicos, algunos de los cuales tocaban instrumentos regionales, pues además de tangos ejecutaba otros ritmos con la idea de representar a todas las provincias argentinas. Actuaba junto a grandes figuras como Pedro Maffia y Alberto Castillo en el programa auspiciado por Jabón Federal denominado La gran audición Federal. Se emitía los jueves, de 21 a 22:30 horas y los domingos de 12 a 13:30 horas, era el programa más exitoso del momento en la radiofonía argentina y llegaba a todo el país a través de su red nacional de emisoras. Ya en la década de 1950, actuó en la televisión oficial, en el recientemente creado Canal 7.
En octubre de 1951 comenzó a grabar para la discográfica Odeon con el cantor Roberto Florio registrando el vals de Carlos Vicente Geroni Flores con letra de Vicente Retta y Carlos Max Viale, La virgen del perdón,  el tango de Barbero, La serranita, de Mario Millán Medina el chamamé El Recluta y, a dúo con Carlos Del Monte, el tango amilongado de Francisco Canaro, Tomá mate, tomá mate. 
Cuando Florio se fue para incorporarse a la orquesta de Francini-Pontier, lo sustituyó en 1953 Jorge Sobral, reemplazado a su vez más adelante por el uruguayo Pablo Moreno. Otros cantores que pasaron por la orquesta fueron, Oscar Brizuela, Mario Córdoba, Enrique Lucero y Carlos Uriarte; también Osvaldo Ribó, que ingresó en 1954 y grabó los tangos Noche de locura el 23 de julio de 1954 y No quiero verte llorar el 20 de mayo de 1955 Fontán Luna y Daniel Rey, que fueron contratados en 1958 para sus actuaciones en Radio Belgrano.
En 1956 Barbero actuó en bailes, confiterías, locales nocturnos y emisoras de radio en giras por todo el país, incluyendo Mendoza, San Rafael, Río Cuarto, Córdoba, Villa Mercedes (San Luis) y Rosario; hacia mediados de año retornó a trabajar en Radio Belgrano y en locales de la calle Florida de Buenos Aires.
En el primer semestre de 1957 actuó con éxito en Santiago y Valparaíso; de vuelta a Buenos Aires trabajó en varias radios y en la confitería La Armonía de la avenida Corrientes y luego se retiró para dedicarse a la producción y a la dirección artística de la discográfica Disc-Jockey, trabajando además, ya en la década de 1970, como productor del Canal 13 de televisión.
En abril de 1998 presentó en el teatro Real de la ciudad de Córdoba su espectáculo de música ciudadana Fiebre de tango y al año siguiente volvió al mismo teatro con el espectáculo Tango, una historia como nunca fue contada. En esas presentaciones se comportaba como un maestro de ceremonias dirigiéndose hacia el público con intención didáctica con explicaciones sobre lo que subyace en habaneras, candombes rioplatenses y milongas camperas, y respecto de la filosofía contenida en las piezas de Enrique Santos Discépolo. Decía Barbero sobre su espectáculo:

"Las melodías que surgirán del repertorio, los ritmos y los climas que este propondrá darán la pauta de una cronología de la vida de la ciudad y del hombre argentino. Arrancaré desde tiempos en que el tango no había dado pasos sobresalientes, desde que era una danza que apenas interesaba porque, al igual el vals, permitía que la pareja se abrazara al bailar, solo que, en su caso, se trataba de un abrazo más próximo.

Fue designado Ciudadano Ilustre por el Concejo Deliberante de Córdoba y reconocido por Sadaic como prolífico compositor.
Entre las 248 obras de su autoría registradas en Sadaic se recuerdan Candombe del carnaval, Mi flor de percal, Organito malevo, Serranita, Taconear porteño, Topacio era tu nombre, Volvemos a encontrarnos y Ven tesoro.
Falleció en Buenos Aires el 23 de junio de 2009.